# Kåfjorden
Le Kåfjorden en norvégien (Gáivuotna en Sami ou Kaivuono en Kvène) est un fjord situé dans le comté de Troms, au nord de la Norvège. 
Le Kåfjorden débouche sur la rive Est du Fjord de Lyngen.

## Géographie
Le fjord est bordé par la commune de Kåfjord.
La route européenne 6 longe le Kåfjorden sur ses deux rives.

## Quelques vues du fjord

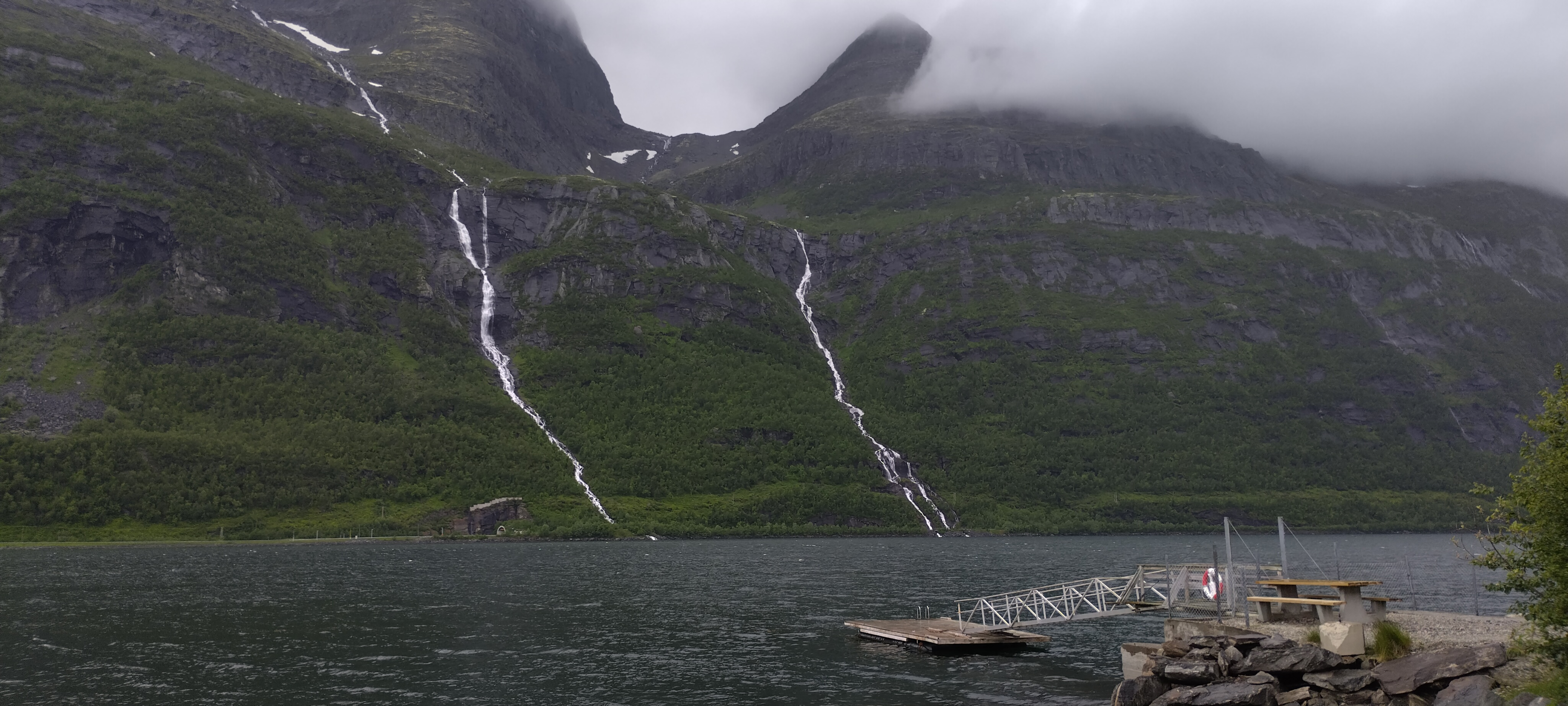
Les cascades Indre Iselva et Ytre Iselva sur la rive sud au fond du fjord
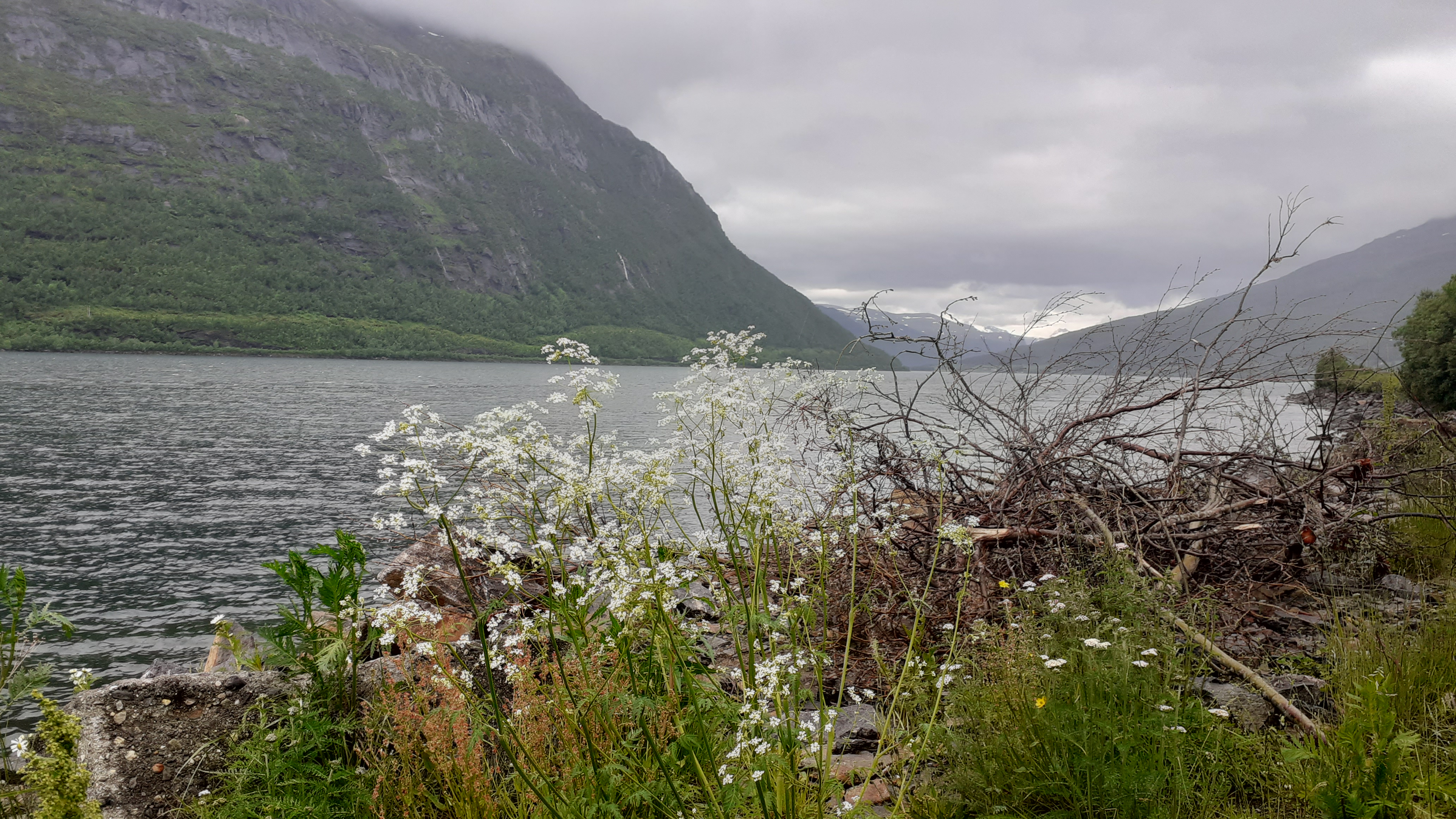
Rives du fjord
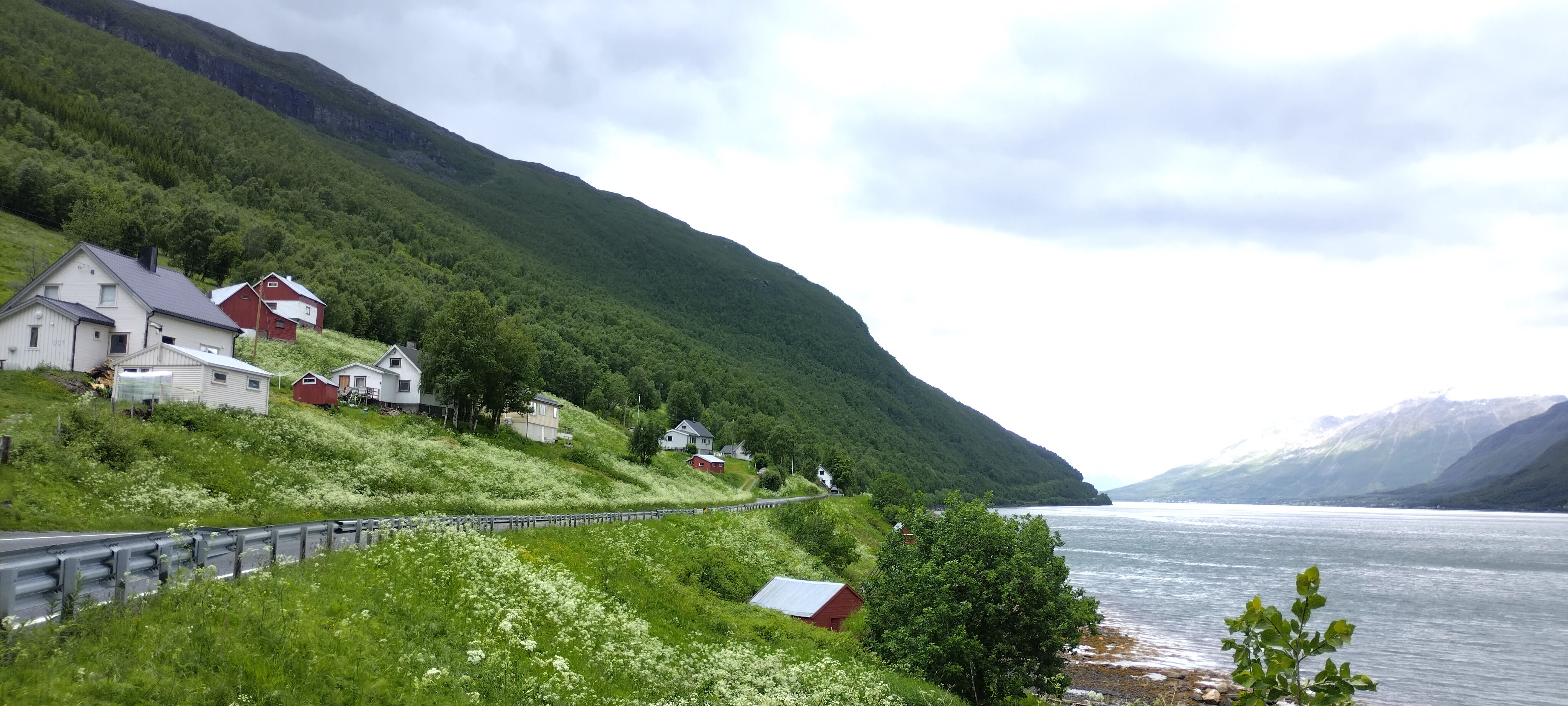
La localité de Skarvdalen, sur la rive sud du Fjord